# イヴァン・デュ・モンソー・ド・ベルジャンダル
イヴァン・ジョルジュ・アルセーヌ・フェリシアン・デュ・モンソー・ド・ベルジャンダル（Yvan Georges Arsène Félicien Du Monceau de Bergendal、1915年12月10日 - 1984年11月9日）は、ベルギー空軍の軍人、ベルギーの貴族（伯爵）で、第二次世界大戦のエース・パイロット。

## 経歴
1915年12月10日、ロンドンに生まれる。ベルギーのマロンヌで人文科学を学んだ後、1936年11月26日に王立軍学校に入学した。1938年12月26日少尉に任命され、1939年7月にグツェンホーフェン基礎操縦士訓練学校に入校した。
1940年5月、ドイツ軍のベルギー侵攻により訓練学校はモロッコへ避難し、それからベルジャンダルは数人の仲間とともにイギリスへ亡命した。彼はサットンブリッジの訓練部隊で飛行訓練を終え、イギリス空軍第253飛行隊（ホーカー ハリケーン装備）に配属された。
1941年4月、スピットファイア装備の第609飛行隊に配属された。7月11日にメッサーシュミット Bf1091機を撃墜（未確認）、8月18日にBf109を撃墜、翌日もう1機を撃破した。9月27日、Bf109を撃墜、1942年2月18日、Do 217を撃墜した。3月8日にはフォッケウルフ Fw190を撃墜、翌日もう1機を撃破した。
その後、初のベルギー人による飛行隊第350飛行隊に配属され、3月20日に飛行小隊長となった。5月9日、Bf109とFw190をそれぞれ撃破し、6月1日にBf109を撃墜した。7月、ベルジャンダルは空軍殊勲十字章（DFC）授与された。ディエップ上空の戦闘では、8月19日と8月27日にFw190を1機ずつ撃墜した。12月12日、さらに1機のFw190を撃墜してスコア8機となったベルジャンダルは、第二次世界大戦におけるベルギー人パイロットのトップエースとなった。
1942年12月から1943年5月までレッドナルの訓練部隊（OTU）で教官を務め、その後ベルギー人による2つ目の戦闘機隊として編成された第349飛行隊の隊長となった（43年6月8日～44年7月22日）。1944年8月、彼はオタワの大使館に派遣され、それからアメリカのフォートレブンワースにある指揮幕僚大学へ送られて3ヶ月間留学した。アメリカから帰国すると、中佐の階級で監察官を任命された。
1945年11月、ベルギーの摂政シャルル・ド・ベルジックの副官となり、1946年7月にワシントンD.C.のベルギー大使館に駐在武官として派遣された。彼はフォート・ベニングで落下傘降下の研修を受ける機会を得て、免許を取得した。1952年にベルギーへ帰国すると、第10戦術航空団の指揮と訓練を担任した。その後大佐となり、第2連合軍戦術空軍（2ATAF）に転任した。その後も彼は空軍の幕僚や、訓練部隊の司令官、戦術空軍司令官などを歴任し、1965年3月26日に少将となった。1972年1月1日、ベルジャンダルは軍を退役し、1984年11月9日にブリュッセルで死去した。